# Here, Hear III.
| Оценки критиков | Оценки критиков |
| Источник        | Оценка          |
| --------------- | --------------- |
| sputnikmusic    | [ 2 ]           |

Here, Hear. — самоизданный мини-альбом La Dispute, вышедший 25 декабря 2009 года. В отличие от предыдущих, EP был записан в подвале Бреда Вандера Ладжта.

## Издание
С выхода этого EP, три альбома серии Here, Hear, Untitled 7" и Winter Tour Holiday CD-R стали доступны для скачивания на Bandcamp. В течение нескольких недель, с 25 декабря 2009 года по 17 января 2010 года вся прибыль была направлена в программу некоммерческой организацию в Гранд-Рапидсе по ремонту аварийного домов и строительства жилья для бездомных. Когда период пожертвования закончился, La Dispute собрал $1715. Все последующие доходы идут группе.

## Список композиций
| №                   | Название            | Длительность |
| ------------------- | ------------------- | ------------ |
| 1.                  | «Nine»              | 2:40         |
| 2.                  | «Ten»               | 4:13         |
| 3.                  | «Eleven»            | 3:02         |
| 4.                  | «Twelve»            | 2:58         |
| Общая длительность: | Общая длительность: | 12:53        |

## Участники записи
La Dispute
- Джордан Дрейер — Вокал
- Бред Вандер Ладжт — Ударная установка, клавишные перкуссия
- Чэд Стеринбург — Гитара
- Кевин Уайттемор — Гитара
- Адам Весс — бас-гитара, дополнительная гитара